# イェニ・サカリヤ・アタテュルク・スタデュム
イェニ・サカリヤ・アタテュルク・スタデュム（Yeni Sakarya Atatürk Stadyumu）は、トルコのサカリヤ県にあるサッカースタジアムである。

## 概要
2017年10月8日、TFF2.リグ第7節のカフラマンマラシュスポル戦で開場し、サカリヤスポルが2-1で勝利した。